# Thiên văn học Ngân Hà

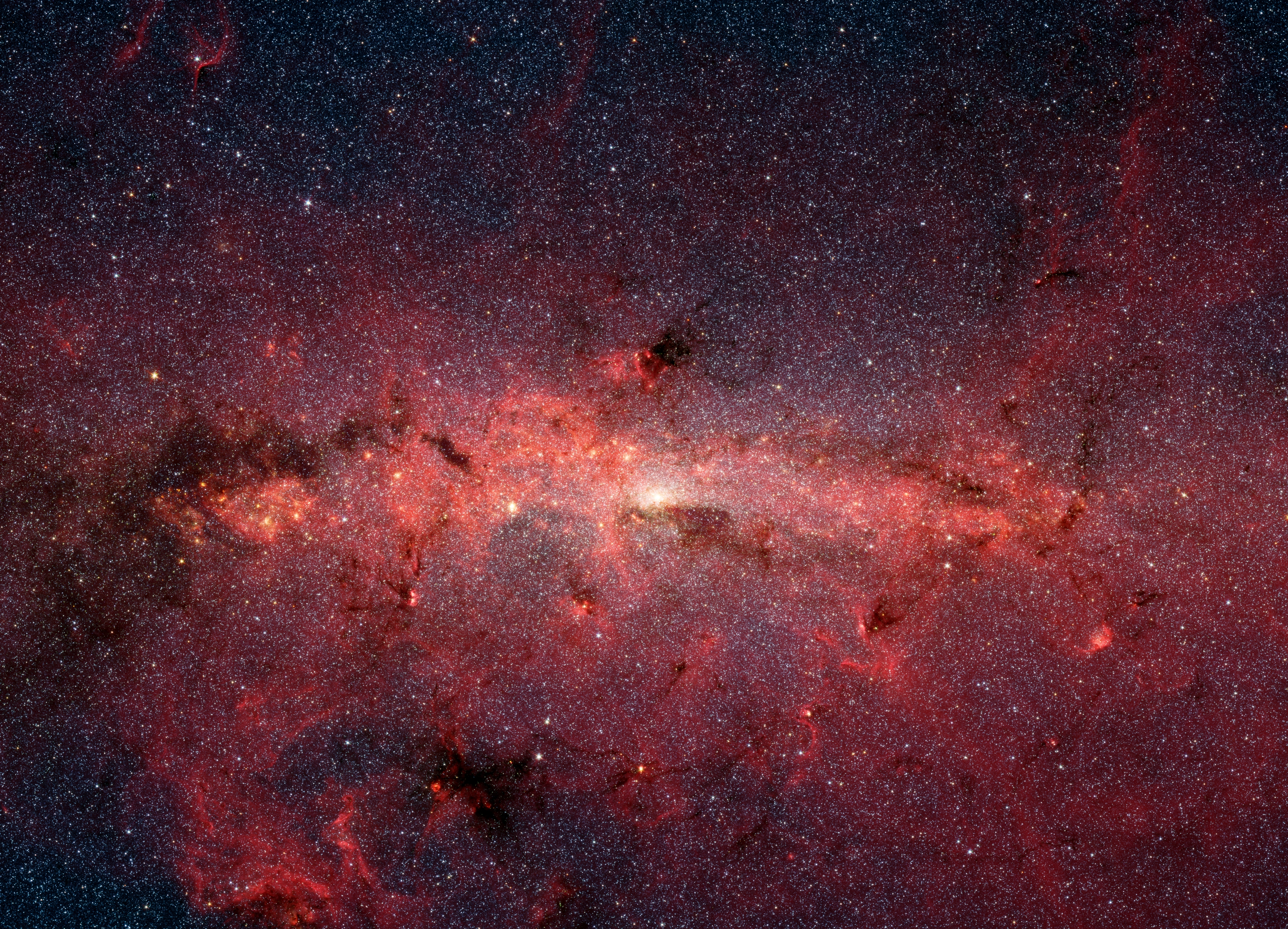
Hình chụp hồng ngoại đĩa Ngân Hà

Thiên văn học Ngân Hà là môn thiên văn học nghiên cứu về Ngân Hà và tất cả nội dung của nó. Điều này là trái ngược với thiên văn học ngoài Ngân Hà, mà tập trung nghiên cứu của tất cả mọi thứ bên ngoài thiên hà của chúng ta, bao gồm cả các thiên hà khác.
Thiên văn không nên lẫn lộn với sự hình thành và tiến hóa của thiên hà, vốn là nghiên cứu chung về các thiên hà, sự hình thành, cấu trúc, thành phần, tương tác, và các hình dạng của chúng.
Thiên hà Ngân Hà, nơi chứa Hệ Mặt Trời, là thiên hà được nghiên cứu kỹ nhất, mặc dù một số bộ phận quan trọng của nó bị che khuất khỏi các bước sóng nhìn thấy được do bụi vũ trụ. Sự phát triển của thiên văn vô tuyến, thiên văn học hồng ngoại và thiên văn dưới milimet trong thế kỷ 20 cho phép khí và bụi của Ngân Hà được vẽ chi tiết trên bản đồ lần đầu tiên.